# Wacław Michniewicz
Wacław Michniewicz herbu Lis (ur. 1866, zm. 14 stycznia 1947) – litewski inżynier i architekt, przedstawiciel historyzmu.

## Życiorys
Znany jest głównie z licznych projektów kościołów, m.in. kościoła św. Michała Archanioła w Oszmianie, kościoła Trójcy Świętej w Widzach i kościoła św. Antoniego Padewskiego w Birsztanach. Poza tym zaprojektował między innymi Teatr na Pohulance (wspólnie z Aleksandrem Parczewskim), hale targowe w Wilnie, współprojektował meczet w Kownie.
Pochowany został w Żejmach w kościele swojego projektu, przed którym stoi też jego pomnik.

## Publikacje
- Vieškeliai ir paprastieji keliai, jų taisymas ir laikymas, Kaunas: Valstybės sp., 1925. - 80 p.